# Snoozer
 (avril 2018).
snoozer est un magazine japonais consacré aux musiques populaires publié par l'éditeur Little More Co. d'avril 1997 à juin 2011.

## Aperçu
Sōichirō Tanaka (ja), ancien vice-rédacteur en chef du magazine Rockin'On Japan (en), en a été le rédacteur en chef depuis sa création. Le périodique était bimensuel.
Le magazine se caractérisait par son contenu en photos pleine-page ou en interviews très longues, et sa taille variable d'un numéro à l'autre, en fonction des circonstances et des contributeurs, à un prix toutefois fixe.
Le seul membre permanent du magazine était Sōichirō Tanaka, les contributeurs variant en fonction des numéros. Il s'agissait en général de rédacteurs invités le temps d'un article.
Le dernier numéro est le numéro 86 de juin 2011.

## Quelques contributeurs
- Tsutomu Noda (ja)
- Atsushi Shikano (ja)
- Kenji Kubo (ja)
- Shino Okamura (ja)

Et de nombreux autres.

### Sources
- (ja) Cet article est partiellement ou en totalité issu de l’article de Wikipédia en japonais intitulé « Snoozer » (voir la liste des auteurs).